# Statens bostadslånefond
Statens bostadslånefond inrättades 1920 för att bevilja "sekundärkrediter" för bostäder, dvs krediter motsvarande ytterligare en del av fastighetsvärdet utöver "primärkredit" men med hårdare återbetalningskrav. Statens bostadslånefond bytte 1930 namn till Statens bostadskreditkassa. Svenska bostadskreditkassan upplöstes 1968 för att uppgå i Stadshypotekskassan.
Från början anslogs 30 miljoner kronor till fonden, vilket utökades med 11,5 miljoner kronor år 1922.